# Natriumbromide
Natriumbromide (NaBr), ook bekend onder de commerciële naam Sedoneural, is een natriumzout van bromide. De stof komt voor als een wit, kristallijn poeder, dat goed oplosbaar is in water en methanol. Dit zout is een grote bron van bromide-ionen.

## Synthese
Natriumbromide wordt bereid uit een neutralisatiereactie van natriumhydroxide en waterstofbromide:
{\displaystyle \mathrm {NaOH\ +\ HBr\longrightarrow \ NaBr\ +\ H_{2}O} }

## Toepassingen
Natriumbromide werd aan het einde van de 19de en aan het begin van de 20ste eeuw gebruikt als anti-epilepticum en sedativum. Nu wordt het nog steeds gebruikt als slaapmiddel. Ook in de fotografie wordt natriumbromide gebruikt.

## Toxicologie en veiligheid
De stof is irriterend voor de ogen, de huid en de luchtwegen. Inhalering van de stof kan een negatieve invloed uitoefenen op het centraal zenuwstelsel, de hersenen en de ogen.